# Remchi
Remchi (anciennement Montagnac pendant la colonisation française), est une commune de la wilaya de Tlemcen en Algérie.

## Géographie

### Situation
Le territoire de la commune de Remchi est situé au nord de la wilaya de Tlemcen. Son chef-lieu est situé à environ 21 km à vol d'oiseau au nord-ouest de Tlemcen.
| Sidi Ouriache (Wilaya d'Aïn Témouchent) | El Emir Abdelkader (Wilaya d'Aïn Témouchent) | Sebaa Chioukh |
| Beni Ouarsous                           | Remchi                                       | Sebaa Chioukh |
| Beni Ouarsous                           | Zenata, Hennaya                              | Aïn Youcef    |

### Relief et géographie
Remchi est entourée d'une chaîne de montagnes[Laquelle ?].

### Localités de la commune
En 1984, la commune de Remchi est constituée à partir des localités suivantes :
- Remchi
- Sidi Ahmed حي سيدي احمد
- Sidi Bounouar
- Gouassir
- Aïn Ammouche
- Bourouaha Abdesslam
- Fatmi Larbi (ex Pierre du Chat)
- Sidi Ali
- Sidi Cherrif
- Houara
- Sidi Hassini
- Ouled Rahal
- Taghzout
- Zones éparses

## Histoire

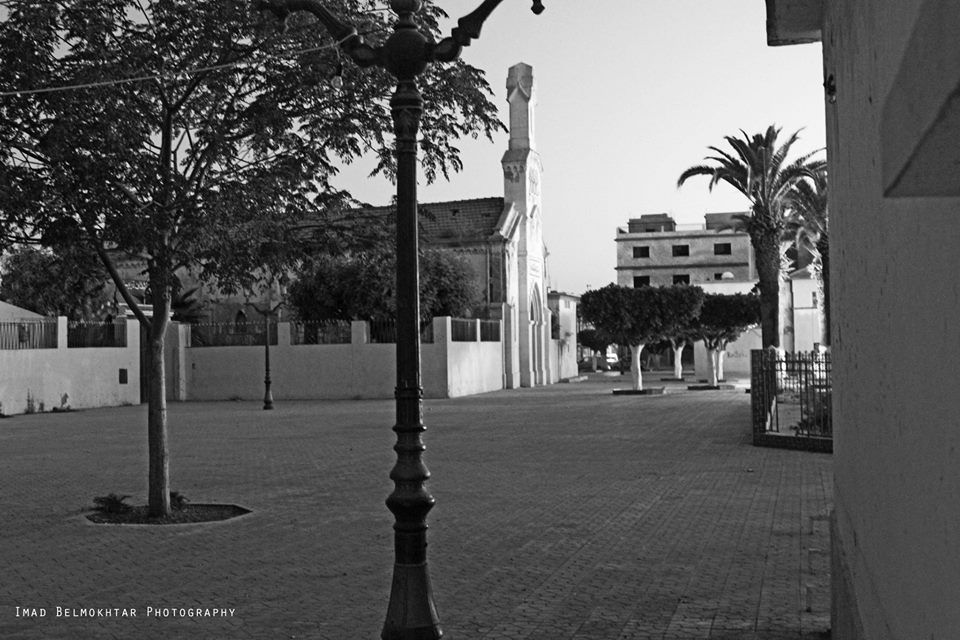

En 1879, lors de la colonisation française, la ville est nommée Montagnac et fait partie du département d'Oran. En 1958, elle fait partie du département de Tlemcen. Après l'indépendance de l'Algérie, elle prend le nom de Remchi. Ce nom vient des plaines de Remacha, parmi les meilleures terres agricoles en Algérie. Son nom a été donné en hommage au groupe de combattants qui étaient avec l'émir Abdelkader. Ils ont été tués dans la plaine de Remacha. Remchi est aussi une daïra (équivalente de sous-préfecture).
Le centre-ville de Remchi, concentre les édifices et activités principales d'une agglomération moyenne comme la place publique, les commerces et le siège de la Poste. Certains immeubles ont toutefois été utilisés comme des lieux de torture pratiquée par l'armée française durant la Guerre d'Algérie.[réf. nécessaire]
Remchi eut comme curé en 1951 Alfred Bérenguer, pied-noir militant pour l’indépendance, cofondateur du croissant Rouge Algérien, futur député à l’assemblée constituante algérienne.  

## Sport
Remchi dispose de différents clubs de sport comme le football, le judo à travers AJAMBR. Plusieurs athlètes de renommée nationale et internationale ont fait partie de ce club remchaoui. Un club de karaté do, existait avant l'Indépendance de l'Algérie sous le nom de USR, le handball, l'athlétisme, le volley-ball. Les clubs de l'US Remchi, du CS Remchi, représentent la ville dans de nombreuses compétitions.

## Démographie
Selon le recensement général de la population et de l'habitat de 2008, la population de la commune de Remchi est évaluée à 46 553 habitants contre 15 967 en 1977 :
| 1977   | 1987   | 1998   | 2008   |
| ------ | ------ | ------ | ------ |
| 15 967 | 27 062 | 39 320 | 46 553 |